# Labadee
Labadee (französisch Labadie) ist eine Halbinsel mit Hafen in Haiti rund zehn Kilometer nordwestlich von Cap-Haïtien, Nord-Departement (fünf Kilometer westlich). Der Ort liegt an der Nordküste von Hispaniola und ist etwa 200 km Luftlinie von der Hauptstadt Port-au-Prince entfernt.

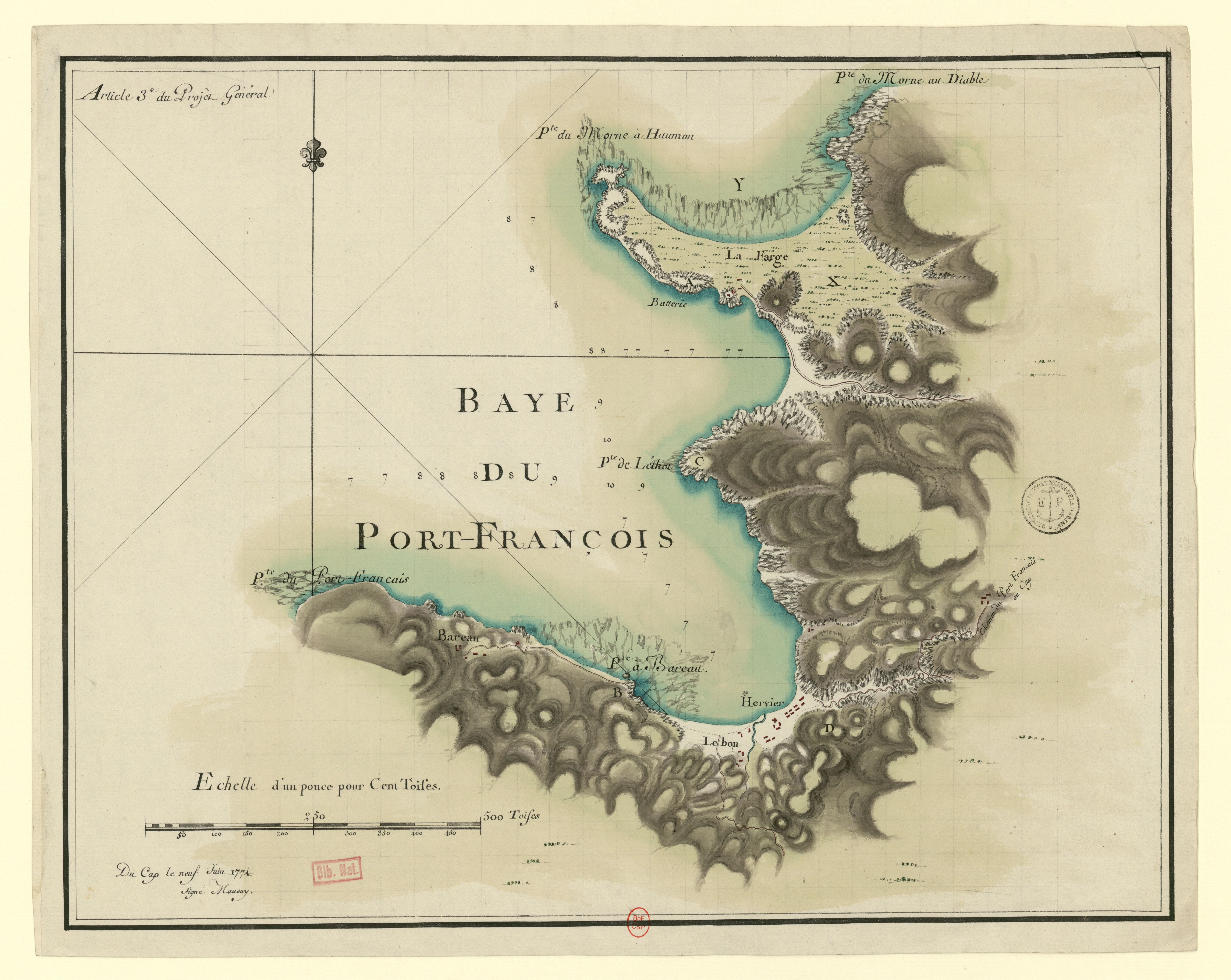
Karte von Port François, welche die Küste des heutigen Labadie zeigt; der touristisch genutzte Privatstrand befindet sich auf der nördlichen Halbinsel in der Karte.

Karten des 18. Jahrhunderts bezeichneten die natürliche Hafenbucht südlich des heutigen Point Labadie als Port François, an der Stelle des heutigen Labadie existierte die Siedlung Hervier. Port François ist dabei nicht zu verwechseln mit dem nahegelegenen Cap-Français, dem heutigen Cap-Haïtien, das auch Verwaltungssitz des Arrondissement Cap-Haitien ist, in dem Labadee liegt.
Die Royal Caribbean Cruises hat in Labadee ein Gelände gepachtet und betreibt hier einen Privatstrand, der durch Zäune und Sicherheitskräfte abgesichert ist. Jedes Jahr kommen rund eine Million Kreuzfahrtpassagiere zum Baden.
Nach dem schweren Erdbeben am 12. Januar 2010 hat das Unternehmen die Nutzung des Hafens zur Anlandung für Hilfsgüter angeboten bzw. freigegeben.
Angesichts der Gefährdungslage in der Krise in Haiti seit 2018 setzte die Reederei Besuche in Labadee aus. Die Maßnahme wurde im Frühjahr 2024 zunächst bis zum Herbst des Jahres verlängert.